# Törnstierna
Törnstierna var en svensk adelsätt.
Ätternas äldsta kända anfader var tullskrivaren Nils Larsson (död 1589) i Stockholm, vars hustru enligt Anreps ättartavlor var Ingrid Slatte och vars svärmor var en Kyle. Deras son Olof Nilsson (död 1652) var borgmästare i Stockholm, assessor i Svea hovrätt och häradshövding. Namnledet "Törne-" kom in i släkten med hans hustru Barbara Törne, vars efternamn dessas barn valde att använda.
De föregående makarnas son Hans Olofsson Törne var rådman och borgmästare i Stockholm samt preses i Politiaekollegium. Hans första hustru hette Christina Hising född i släkten Hising, en släkting till ärkebiskop Petrus Kenicius från Bureätten, och den andra hustrun var Ingrid Carlsdotter Ekenbom. En son i äktenskapet med Christina Hising, Nils Hansson Törne (1648-1708), var borgmästare i Stockholm och preses i Politiaekollegium, samt gift med Ursila Andersén, en svägerska till hans bröder och syster till den Thomas som adlades Blixenstierna. Nils Törne och Ursila Andersén fick flera barn, av vilka må nämnas Anna Maria Törne som gifte sig med Olof Rudbeck den yngres son kaptenen Olof Rudbeck och blev mor till Thure Gustaf Rudbeck (1714–1786) och stammoder till den ännu fortlevande friherliga ätten Rudbeck nr 282, hennes syster Margareta Törne som gifte sig med Johan Brauner och blev stammoder till den adliga och friherrliga ätten Brauner, Ursula Christina som gifte sig med friherre Ture Stensson Bielke, samt deras bror Carl Törne.
Carl Törne (1696-1720) adlades den 19 juli 1708 10 år gammal "för faderns förtjänster" och erhöll därvid namnet Törnstierna. Ätten introducerades 1719 under ättenummer 1443 men Carl Törnstierna avled redan året därpå ogift och barnlös, varvid ätten utslocknade.